# 웸블리 스타디움
웸블리 스타디움(Wembley Stadium)은 영국 잉글랜드 런던 웸블리에 있는 2007년에 개장된 축구 경기장이다. 런던 브렌트구에 있으며 철거된 구 경기장 자리에 있다. 좌석 수는 90,000석이며, 유럽에서 캄프 누 다음으로 가장 큰 경기장이고, 지붕으로 가려지는 좌석 수로 따지면 세계에서 가장 큰 경기장이다. 개장 이래로, “신(新)웸블리 스타디움”(새 웸블리 스타디움)이라고 불리고 있는데, 이것은 이 자리에 있던 “구(舊)웸블리 스타디움”(옛 웸블리 스타디움)과 구별하기 위함이다. 이 경기장은 가장 건설비가 많이 들어간 경기장이라는 기록도 갖고 있다.
옛 웸블리 스타디움이 있던 자리에, 이 경기장이 2006년까지 재건축되어 완공될 예정이었으나, 2007년 초까지 공사가 지연되었다. 2007년 3월 9일 완공하였고, 이 경기장의 소유권은 잉글랜드 축구 협회로 넘겨졌다.

## 옛 웸블리 스타디움
옛 웸블리 스타디움(다른 말로 엠파이어 경기장, Empire Stadium)은 한때 세계에서 가장 유명한 축구 경기장이었으며, 잉글랜드 축구 국가대표팀의 대표팀 경기장이었다. 옛 경기장은 영국이 축구의 발상지라는 사실에 근거하여 “축구의 고향”(The Home of Football)이라는 별명을 얻기도 하였다. 옛 경기장에서는 유러피언 컵(현재는 UEFA 챔피언스리그)의 결승 경기가 5번씩이나 개최되었다. 또한, 이 경기장은 FIFA 월드컵의 결승 경기를 치른 전 세계 17개의 경기장 중 하나이기도 하다. 옛 경기장은 2003년에 철거되었다.

## 건축

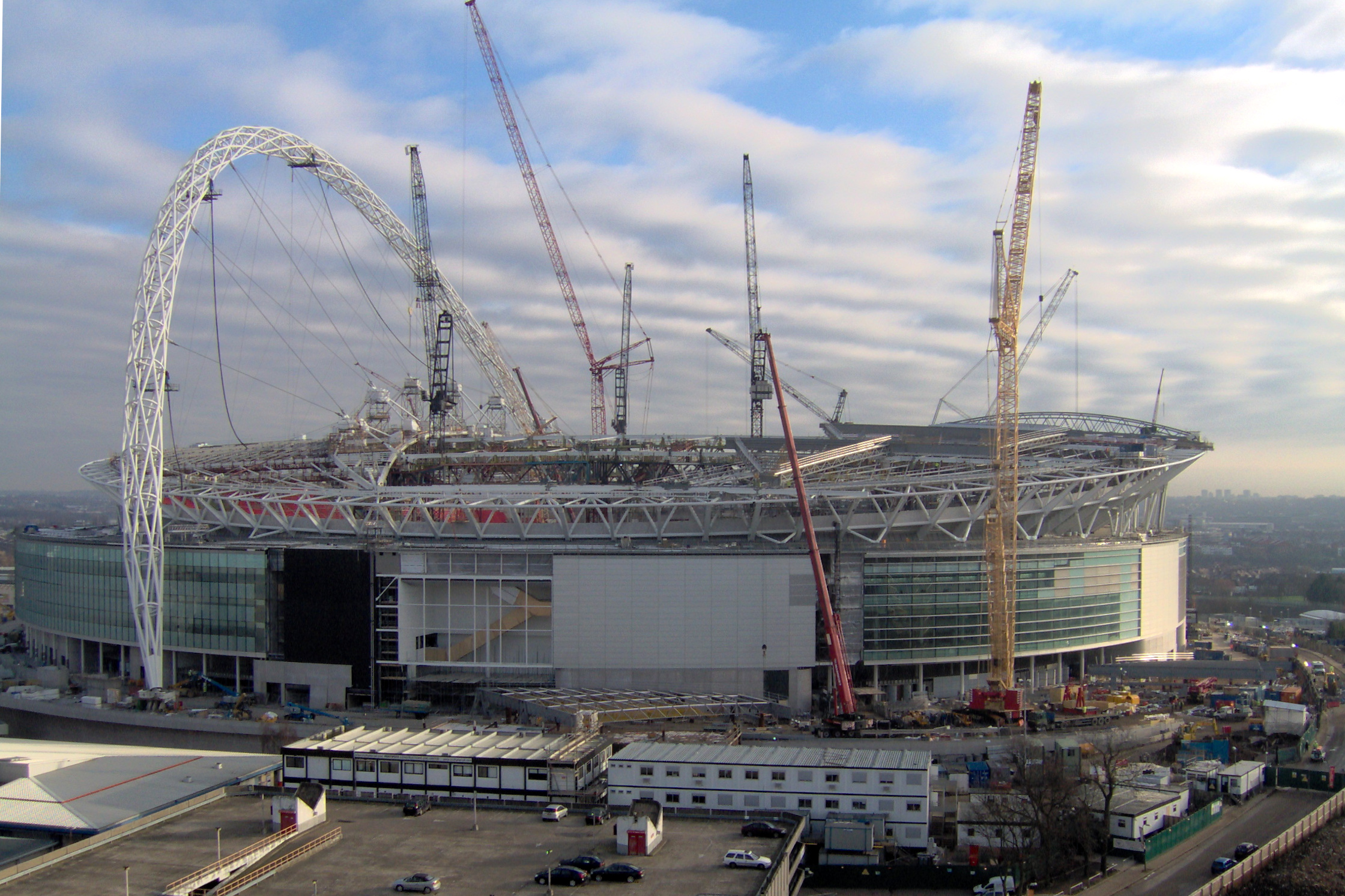
새 웸블리 스타디움의 건설.

새 웸블리 스타디움은 건축가 노만 포스터 경(Lord Norman Foster)의 지휘 아래 건축설계 회사인 포스터 앤드 파트너스가 HOK 스포트와 함께 설계하였다. 모트 맥도널드가 엔지니어링을 맡았고, 시공은 멀티플렉스가 하였다. 건축 자금은 스포트 잉글랜드를 비롯하여 WNSL(웸블리 내셔널 경기장 유한회사), 잉글랜드 축구 협회, 영국 문화 미디어 스포츠 부 및 런던 개발청이 댔다. 이 경기장은 세계에서 가장 건설비가 많이 든 경기장이며, 약 7억 9800만 파운드의 자금이 투입되었다.
웸블리 스타디움은 사발 모양으로 생겼는데, 총 좌석 수는 9만 석이다. 부분적으로 여닫을 수 있는 지붕을 갖추고 있다. 또한, 지붕으로 가려지는 좌석 수가 전 세계에서 가장 많은 경기장이다. 궂은 날씨에는 지붕이 닫혀 전 관중석이 비로부터 보호되나, 햇빛과 바람이 웸블리의 잔디에 잘 미치게 하려고, 경기가 벌어지는 지면은 항상 하늘에 대해 열려 있다.
웸블리 스타디움의 가장 특징적인 면으로 대형 아치를 꼽을 수 있다. 원형 단면의 지름은 7 미터이며 총 폭은 315미터이다. 지면의 수직 방향에 대해 약 22도 기울어져 있으며, 높이는 140미터이다. 이 구조물은 약 5000톤 무게의 지붕 구조물을 지탱하고 있는데, 북쪽 지붕의 하중 중 100퍼센트를 지탱하고 있으며, 남쪽의 개폐식 지붕의 하중 중 60퍼센트를 지탱하고 있다. 이 아치는 세계에서 가장 길고 지지가 안 된 지붕 구조물이라는 기록을 갖고 있다.
“플랫폼” 시스템 덕분에 육상 경기장으로 용도를 바꿔 활용할 수 있는데, 단 이때에는 수용인원이 약 6만 명으로 줄어든다. 좌석의 가장 밑단 위로 일시적인 플랫폼을 올려 육상 경기장으로 사용할 수 있다. 옛 웸블리 스타디움에서는 우승자가 트로피를 타러 올라가야 하는 “귀빈석”(Royal Box)까지 39계단이 있었으나, 새 웸블리 스타디움에서는 귀빈석까지 107계단이 있다.
웸블리 스타디움은 올림픽 웨이를 통해 런던 지하철의 웸블리 파크 지하철역과 연결되어 있으며, 또한 화이트 호스 브리지(White Horse Bridge)를 통해 웸블리 센트럴 역과 연결되어 있다. 런던 말리번과 버밍엄과 연결되는 웸블리 스타디움 기차역을 통해 철로 교통과 연결된다.
처음 계획에 따르면, 옛 웸블리 스타디움은 2000년 크리스마스 즈음에 철거되고, 2003년 중에 새 경기장이 완공될 예정이었다. 하지만, 이어지는 재정적·법적 난관 때문에 계획은 자꾸 연기되었다. 2006년 5월 13일 첫 경기로 FA 컵 결승전을 치르면서 개장하려고도 하였다. 하지만 경기장이 제때 완공될까 하는 의문은 커져만 갔다. 웸블리 스타디움은 2007년 3월 9일에야 완공되었으며, FA로 운영권이 넘겨졌다. 웸블리 스타디움 건설 프로젝트의 총 비용(지역 교통 기간시설 재개발과 금융 비용 포함)은 10억 파운드로 추정된다.
2005년 10월 스포츠 장관 리처드 카본(Richard Caborn)이 “2m 정도의 폭설 같은 것이 내리지 않는 한 FA 컵 결승전은 열릴 것입니다.”라고 언급하였다. 하지만, 불과 몇 개월 뒤, 2005년 12월, 시공 회사는 “중대한 위험”(material risk)이 있으며 FA 컵 결승전 시기에 맞추어 경기장이 제때 완공되지 못할 것이라는 사실을 인정하였다. 2006년 2월, 이러한 우려는 FA가 경기를 카디프 밀레니엄 경기장에서 치르면서 현실로 나타났다.

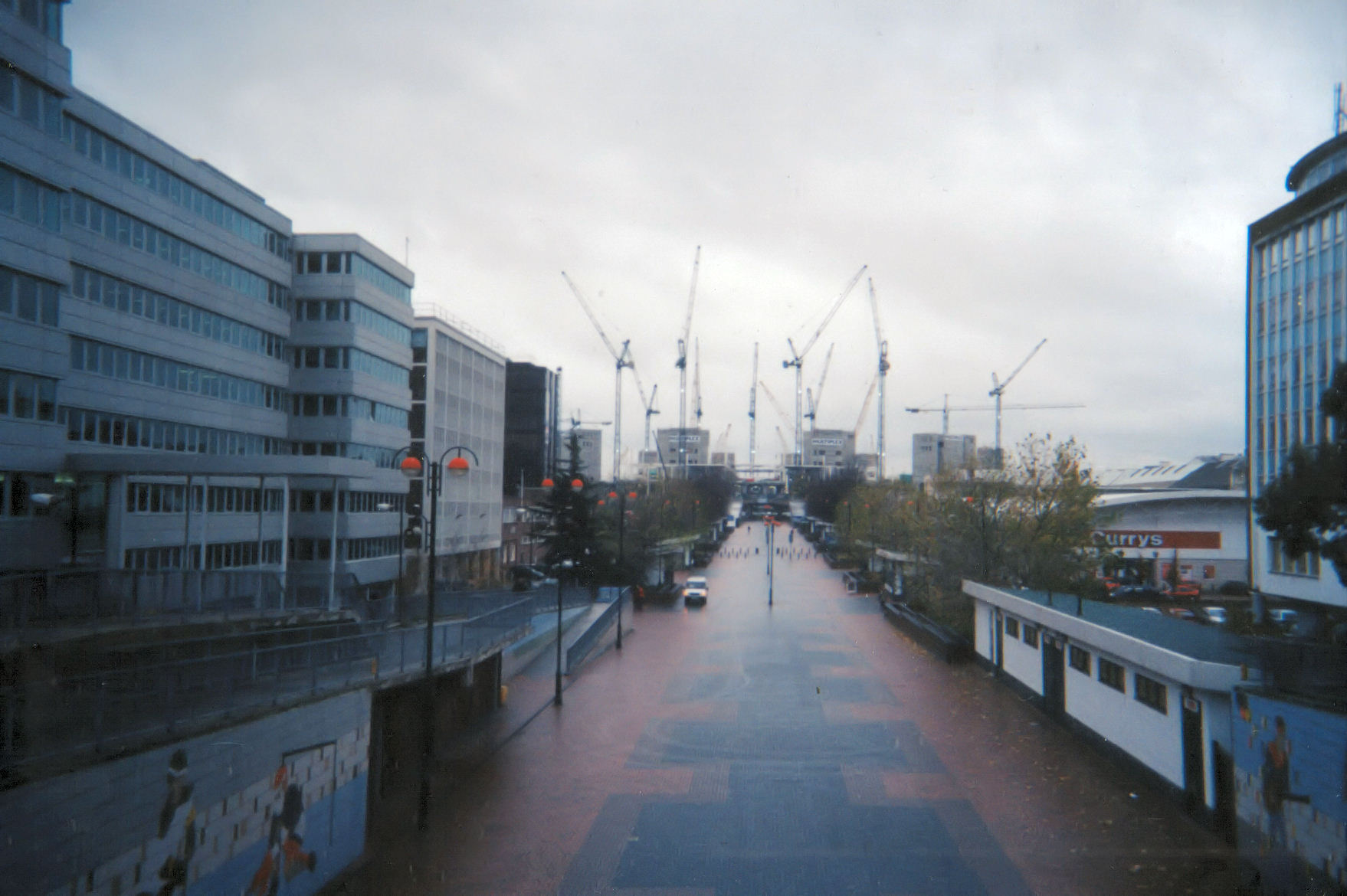
2003년 8월 경. 공사 초기의 경기장.

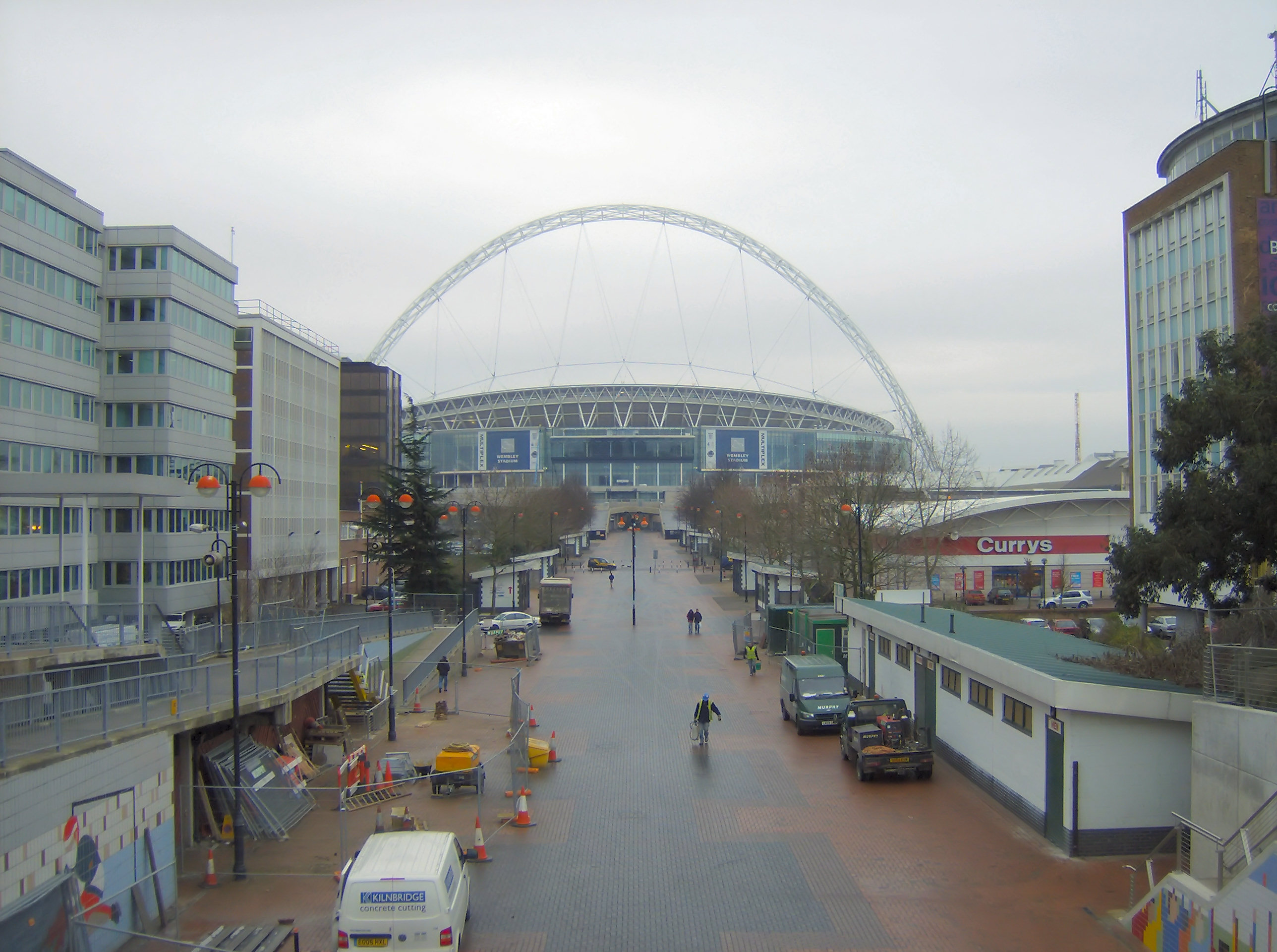
2007년 1월. 남쪽 웸블리 웨이에서 바라본 새 웸블리 스타디움.

공기 지연의 역사는 2003년으로 거슬러 올라간다. 2003년 12월, 아치의 건설사이자 하도급이었던 클리블랜드 브리지(Cleveland Bridge)는 시공사인 멀티플렉스(Multiplex)가 기각한 디자인 변경 때문에 건설비가 상승할 것이며 철골 구조물 제작 작업에 1년여의 차질이 생길 것이라고 멀티플렉스에 경고했다. 이윽고 클리블랜드 브리지는 프로젝트에서 제외됐으며 네덜란드 회사인 홀란디아(Hollandia)로 대체되는데, 이때 부수적으로 생긴 문제도 함께 넘겨졌다. 2006년 3월 20일 지붕의 서까래가 1피트 반(약 45센티미터) 내려앉았다. 3천여 명의 건설 노동자들이 긴급히 대피하였다. 이 사건으로 말미암아 이미 늦어지고 있던 진척상황에 대해 우려가 더해지면서, 과연 적시에 완공될까 하는 걱정이 높아졌다. 2006년 3월 23일에는 경기장 바닥 밑의 하수구가 그라운드의 움직임 때문에 휘어졌다. GMB 유니언의 수장 스티브 켈리(Steve Kelly)는 잘 놓이지 않은 파이프 때문에 이런 사고가 발생했다면서, 수리에 몇 개월이 걸린다고 말하였다. 시공사였던 멀티플렉스의 대변인은 그들은 이 사고가 경기장의 완공에 어떠한 영향도 없을 것이라고 믿고 있다고 발표하였는데, 이것은 당시 계획되어 있었던 2006년 3월 31일을 말한다.
하지만 2006년 3월 30일 개발사는 웸블리 스타디움이 당초 계획보다 1년 늦은 2007년이 되어야 완공될 것이라고 발표했다. 웸블리 스타디움에서 열릴 예정이었던 경기와 콘서트들은 부랴부랴 적절한 장소를 찾아 장소를 옮겼다. 2006년 6월 19일 잔디가 다 깔렸다고 발표되었다. 2006년 10월 19일 웸블리 스타디움이 2007년 초에 개장될 것이며 잉글랜드 축구 협회와 멀티플렉스 간의 분쟁이 마무리되었다고 발표되었다. 협상 결과, 잉글랜드 축구 협회의 자회사인 WNSL이 처음 계약했던 가격에 덧붙여 3천6백만 파운드를 더 지급하기로 약속하였다.
2007년 5월 19일 웸블리 스타디움에서 잉글랜드 FA 컵 결승전을 치를 수 있다는 말이었다. 웸블리 스타디움의 공식 사이트는 이 경기장이 브렌트 지역의 거주자에게 2007년 3월 3일부터 공개된다고 발표하였다. 하지만, 이 이벤트는 2주일 지연되었다. 3월 17일에야 웸블리 스타디움은 일반에 공개되었다. 이보다 앞서 2007년 3월 9일 웸블리 스타디움의 열쇠가 공식적으로 소유주에게 전달되었으며, FA 컵 축구 경기를 비롯한 콘서트, 다른 이벤트 등이 치러질 준비가 갖추어지게 되었다.
웸블리 스타디움의 재개발에 관한 짧은 다큐멘터리는 “퀸 라이브 앳 웸블리 1986”이라는 제목의 DVD에 함께 수록되어 있다. 웸블리 스타디움의 재건축은 웸블리 재건의 일부이다.
게임 출시 당시에 완공도 안 됐고, 개장도 안 했지만, EA 스포츠는 비디오 게임인 FIFA 07에 새 웸블리 스타디움을 추가하였다.
2007년 5월 11일, 1966년 FIFA 월드컵 우승을 기념하여, 당시 잉글랜드 축구 국가대표팀을 이끌었던 주장선수였던 보비 무어의 동상이 경기장 바깥에서 제막되었다.

### 구조물

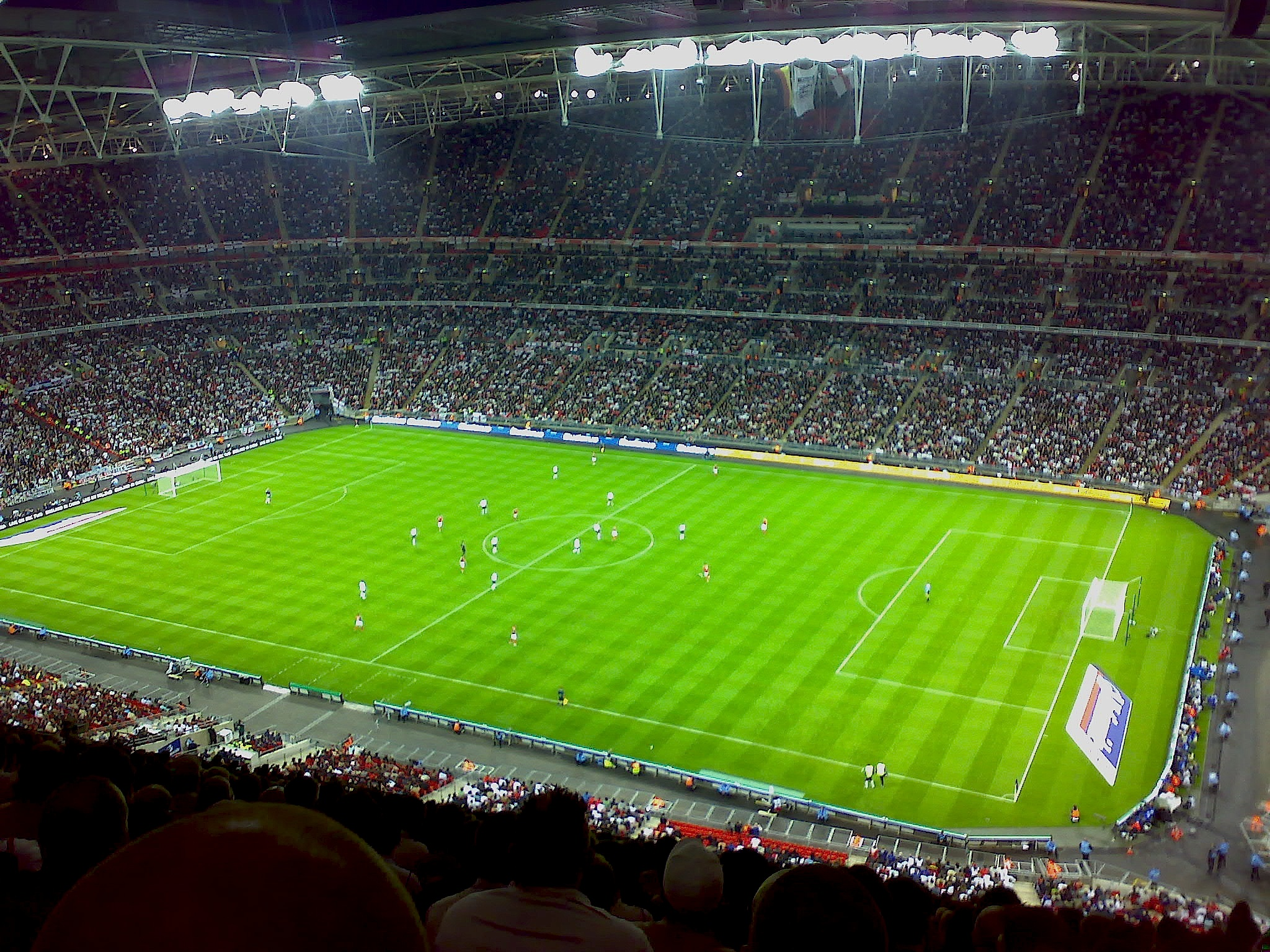
경기장 내부

웸블리 스타디움의 관중석 규모는 9만 석이며, 모든 관중석이 지붕 아래 있는 세계 최대의 경기장이다. 관중석은 세 개 층으로 나뉘는데 최하층은 34,303명, 중층은 16,532명, 상층은 39,165명을 수용한다. 경기장의 둘레는 1킬로미터이며, 웸블리 아치의 지름은 도버 해협 횡단 열차의 길이보다 더 길다. 에스컬레이터들의 총 연장은 400미터이며, 대형 스크린 두 개의 사이즈는 각각 600대의 텔레비전 수상기의 사이즈에 맞먹는다. 또한 웸블리 스타디움에는 세계에서 가장 많은 2618여 개의 화장실이 있다.
웸블리 스타디움의 공사가 한창일 때는 3,500명의 일꾼들이 공사 현장에 있었다. 4천여 개의 말뚝(pile)이 경기장의 기초를 이루었으며, 가장 깊이 박힌 말뚝은 35미터짜리이다. 9만 세제곱미터의 콘크리트와 23,000톤의 강철이 사용되었다. 또한 35마일(약 56킬로미터) 길이의 내구성이 강한 전력선이 경기장에 깔려 있다.

### 피치
새 웸블리 스타디움의 피치(선수들이 경기를 하는 평면 시설)는 옛 웸블리 스타디움에 있었던 피치보다 13피트(약 4미터) 낮은 곳에 위치한다. 피치 길이는 105미터이고 폭은 68미터이다(105미터 × 68미터). 옛 웸블리 스타디움보다 폭이 약간 좁다.

### 지붕

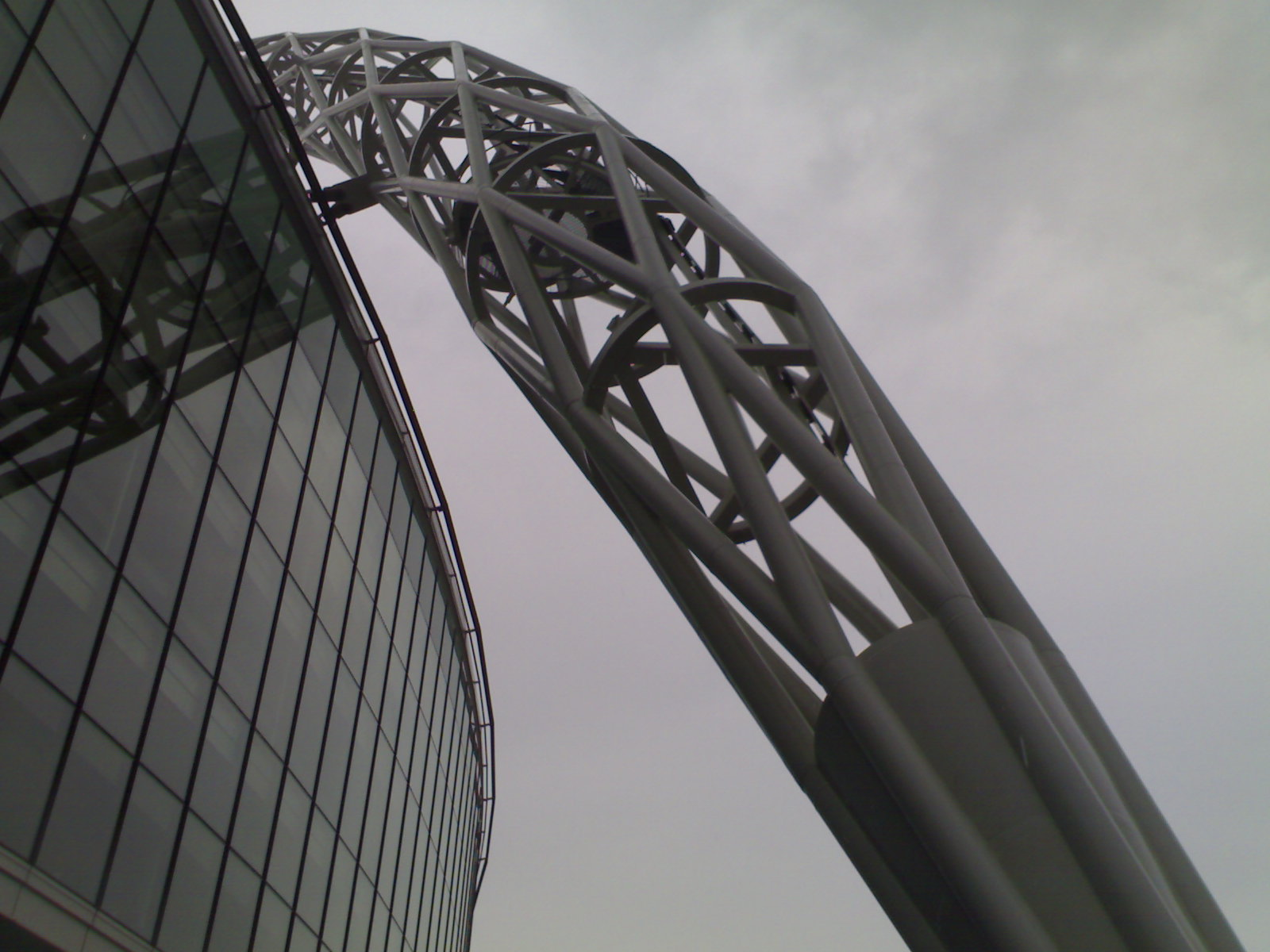
아치

무게가 7천 톤에 이르는 지붕은 11에이커(약 44,500제곱미터)의 면적을 덮는데, 그 중 4에이커(약 16,200제곱미터)는 이동 가능하며, 피치로부터 52 미터(약 170피트) 위쪽에 위치해 있다. 1040피트(약 317미터)의 길이인 아치는, 세계에서 가장 긴 싱글 스팬 지붕 구조물이며, 경기장 위로 134미터(약 440피트)만큼 솟아 있다. 경기가 행해지는 필드에 그림자를 드리우지 않기 위해 그렇게 설계되었다.

### 좌석
옛 웸블리 스타디움 귀빈석의 발 뻗는 공간보다 새 웸블리 스타디움의 일반석의 발 뻗는 공간이 더 크다.

## 사용처

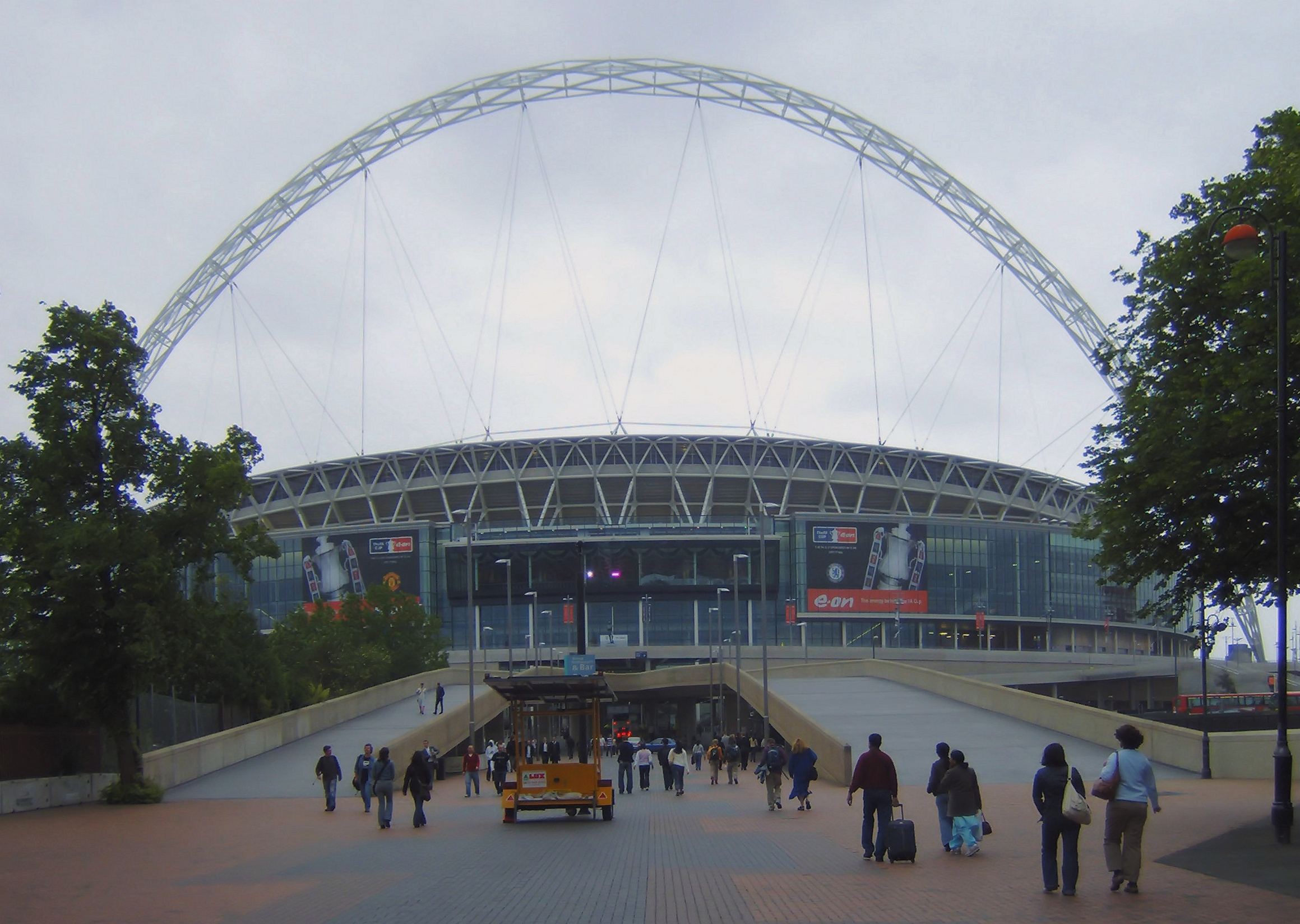
웸블리 스타디움

잉글랜드 축구 국가대표팀이 웸블리 스타디움의 주요 사용 팀(tenant)이다. 2007년 3월 10일자로 웸블리 스타디움의 소유권이 잉글랜드 축구 협회로 넘어갔다. 리그 컵 결승전 및 FA컵 결승전이 카디프(Cardiff) 구장에서 옮겨와 웸블리구장에서 열릴 예정이다. 관습적으로 옛 웸블리구장에서 치러졌던 축구 시합도 새 웸블리구장에서 열릴 예정이다. 예를 들어 풋볼 리그 프로모션 플레이오프라든지, 풋볼 리그 트로피 결승전이라든지 네이션와이드 콘퍼런스 플레이오프 결승전 등이다. 또한 럭비 리그 챌린지 컵 결승전도 2007년 초 새 웸블리구장에서 개최될 예정이다.
새 웸블리 스타디움은 런던에서 개최되는 2012년 하계 올림픽의 경기장으로도 사용되었다. 이 경기장에서 남녀 축구 예선 일부 경기 및 결승전 경기가 치러졌다.
대개 트위크넘 경기장(Twickenham Stadium)에서 치러졌던 기네스 프리미어십 연속경기도, 2007-08 기네스 프리미어십 시즌에는 웸블리구장에서 치러질 것이라는 얘기가 있다. 더블헤더 참가 구단은 런던 아이리시를 비롯한 런던 와습스, 사라센즈 FC, 할리퀸 FC 4개 구단이다.
웸블리 스타디움에서, 2007년 10월 28일, 유럽 최초로 미식축구 내셔널 풋볼 리그 정규 시즌 경기가 치러졌다. 뉴욕 자이언츠와 마이애미 돌핀스와의 경기였는데, 뉴욕 자이언츠가 13:10으로 이겼다. 판매 개시 90분 만에 4만여 장의 입장권이 팔려 나갔다.
2007년 12월에 레이스 오브 챔피언즈가 이 경기장에 들렀다.
한편 웸블리 스타디움이 새로 완공된 이후 두 번의 UEFA 챔피언스리그 결승전이 개최되었다.
첫 번째 결승전은 2011년 5월 28일 맨체스터 유나이티드 FC(이하 맨유)와 FC 바르셀로나의 2010-11시즌 경기로 FC 바르셀로나가 페드로 로드리게스 레데스마, 리오넬 메시, 다비드 비야의 연속골로 웨인 루니가 만회골을 넣는데 그친 맨유를 3:1로 누르고 통산 4번째 우승을 차지하였다.
두 번째 결승전은 2013년 5월 25일 보루시아 도르트문트와 FC 바이에른 뮌헨의 데어 클라시케 경기로 2012-13시즌 결승전이었다. FC 바이에른 뮌헨이 아르연 로번의 극적 결승골로 2:1로 승리를 거두고 통산 5번째 우승을 차지하였고 이후 열린 자국 FA컵 대회인 DFB-포칼 결승전에서도 VfB 슈투트가르트를 꺾고 우승하며 독일 클럽 사상 최초로 트레블을 달성하였다.

## 웸블리구장 최초 기록
- 새 웸블리 스타디움에서 최초로 치러진 축구 경기는 죠프 토마스 파운데이션 채리티 XI(Geoff Thomas Foundation Charity XI) 대 웸블리 스폰서즈 올스타즈와의 3월 17일 경기였다. 죠프 토마스가 2:0으로 이겼다(득점은 마크 브라이트와 시몬 조단이 했다.). 새 웸블리 스타디움에서 최초로 득점한 사람은 마크 브라이트이다.
- 프로 선수가 뛴 첫 번째 공식 경기는 잉글랜드 U-21 축구 국가대표팀 대 이탈리아 U-21 축구 국가대표팀과의 2007년 3월 24일 경기였는데, 양 팀은 3:3으로 비겼다. 공식적으로 집계된 관중 수는 5만 5700명이었다(6만 장의 티켓이 전부 예약 매진되었다.). 현재까지 이 관중 수 기록은 U-21 축구 경기의 최대 관중 수로 기록되고 있다.[29]

## 같이 보기
- 잉글랜드 축구 국가대표팀
- FA컵
- 풋볼 리그 컵
- FA 커뮤니티 실드
- UEFA 경기장 등급